# Trolleybus de Jinan
Le trolleybus de Jinan dessert la ville de Jinan par le biais de quatre lignes.

## Réseau actuel

### Aperçu général
| Ligne       | Tracé                                                                 | Longueur |
| ----------- | --------------------------------------------------------------------- | -------- |
| 101路 (101) | Xin Xi Lu Bei Kou (辛西路北口) – Dian Liu Zhuang (Village) (甸柳庄)   | 12.0 km  |
| 102路 (102) | Université de Jinan (济南大学) – Ge Jia Zhuang (Village) (葛家庄)     | 14.3 km  |
| 103路 (103) | Chuang Yao Zhuang (Village) (姚家庄) – Latitude 4th Road (经四路西口) | 09.7 km  |
| 104路 (104) | University of Jinan (济南大学) – Baotu East Gate (趵突泉东门)         |          |

### Matériel roulant
Un seul modèle circule sur le réseau : le JK6120D, fabriqué par China National Heavy Duty Truck Group (中国重型汽车集团有限公司), entreprise basée à Jinan.